# Akron Americans
Akron Americans byl profesionální americký klub ledního hokeje, který sídlil v Akronu ve státě Ohio. Založen byl v roce 1948 jako náhrada ze poloprofesionální klub Akron Stars, který hrával v Ohio State Hockey League. V letech 1948–1949 působil v profesionální soutěži International Hockey League. Americans ve své poslední sezóně v IHL skončily v základní části.

## Přehled ligové účasti
Zdroj: 
- 1948–1949: International Hockey League (Jižní divize)